# Панамериканский Кубок по волейболу среди мужчин 2011
6-й розыгрыш Панамериканского Кубка по волейболу среди мужчин прошёл с 13 по 18 июня 2011 года в Гатино (Канада) с участием 10 национальных сборных команд стран-членов NORCECA и CSV. Победителем впервые стала сборная Бразилии.

## Команды-участницы
- NORCECA: Багамские Острова, Доминиканская Республика, Канада, Мексика, Панама, Пуэрто-Рико, США.
- CSV: Аргентина, Бразилия, Венесуэла.

## Система проведения турнира
10 команд-участниц на предварительном этапе разбиты на три группы. Две лучшие команды из числа победителей групп напрямую выходят в полуфинал плей-офф. Оставшийся победитель и команды, занявшие в группах 2-е места, выходят в четвертьфинал и определяют ещё двух участников полуфинала. Полуфиналисты по системе с выбыванием определяют призёров первенства. Итоговые 5—8-е места также по системе с выбыванием разыгрывают проигравшие в 1/4-финала и победители матчей между командами, занявшими в группах предварительного этапа 3—4-е места. 
За победы со счётом 3:0 и 3:1 команды получают по 3 очка, за победы 3:2 — по 2 очка, за поражения 2:3 — по 1 очку, за поражения 1:3 и 0:3 — 0.

## Предварительный этап
В колонках В (выигрыши) в скобках указано число побед со счётом 3:2, в колонках П (поражения) — поражений со счётом 2:3.

### Группа А
| М | Команда   | 1   | 2   | 3   | И | В     | П     | С/П | О |
| - | --------- | --- | --- | --- | - | ----- | ----- | --- | - |
| 1 | Бразилия  |     | 3:0 | 3:0 | 2 | 2     | 0     | 6:0 | 6 |
| 2 | Мексика   | 0:3 |     | 3:2 | 2 | 1 (1) | 1     | 3:5 | 2 |
| 3 | Венесуэла | 0:3 | 2:3 |     | 2 | 0     | 2 (1) | 2:6 | 1 |

13 июня: Бразилия — Мексика 3:0 (25:22, 25:20, 25:15).
14 июня: Мексика — Венесуэла 3:2 (25:15, 23:25, 23:25, 25:15, 15:13).
15 июня: Бразилия — Венесуэла 3:0 (25:23, 25:14, 25:11).

### Группа В
| М | Команда                  | 1   | 2   | 3   | И | В | П | С/П | О |
| - | ------------------------ | --- | --- | --- | - | - | - | --- | - |
| 1 | Канада                   |     | 3:0 | 3:0 | 2 | 2 | 0 | 6:0 | 6 |
| 2 | Пуэрто-Рико              | 0:3 |     | 3:1 | 2 | 1 | 1 | 3:4 | 3 |
| 3 | Доминиканская Республика | 0:3 | 1:3 |     | 2 | 0 | 2 | 1:6 | 0 |

13 июня: Канада — Пуэрто-Рико 3:0 (25:17, 25:17, 25:17).
14 июня: Пуэрто-Рико — Доминиканская Республика 3:1 (25:27, 25:23, 28:26, 25:17).
15 июня: Канада — Доминиканская Республика 3:0 (25:18, 25:23, 25:14).

### Группа С
| М | Команда           | 1   | 2   | 3   | 4   | И | В | П | С/П | О |
| - | ----------------- | --- | --- | --- | --- | - | - | - | --- | - |
| 1 | США               |     | 3:0 | 3:0 | 3:0 | 3 | 3 | 0 | 9:0 | 9 |
| 2 | Аргентина         | 0:3 |     | 3:0 | 3:0 | 3 | 2 | 1 | 6:3 | 6 |
| 3 | Панама            | 0:3 | 0:3 |     | 3:1 | 3 | 1 | 2 | 3:6 | 3 |
| 4 | Багамские Острова | 0:3 | 0:3 | 1:3 |     | 3 | 0 | 3 | 0:9 | 0 |

13 июня: США — Багамские Острова 3:0 (25:14, 25:12, 25:12); Аргентина — Панама 3:0 (25:16, 25:23, 25:21).
14 июня: Аргентина — Багамские Острова 3:0 (25:20, 25:16, 25:9); США — Панама 3:0 (25:14, 25:14, 25:11).
15 июня: Панама — Багамские Острова 3:1 (19:25, 25:23, 25:22, 25:18); США — Аргентина 3:0 (25:15, 25:21, 25:19).

## Плей-офф

### Четвертьфинал за 1—8 места
16 июня
Пуэрто-Рико — Аргентина 3:1 (25:20, 25:17, 20:25, 27:25)
Канада — Мексика 3:1 (22:25, 25:21, 25:19, 25:18)

### Четвертьфинал за 5—10 места
16 июня
Венесуэла — Панама 3:0 (25:20, 25:13, 25:15)
Доминиканская Республика — Багамские Острова 3:2 (25:20, 25:14, 22:25, 23:25, 15:12)

### Полуфинал за 1—4 места
17 июня
США — Пуэрто-Рико 3:0 (25:18, 25:17, 25:14)
Бразилия — Канада 3:0 (25:20, 29:27, 25:16)

### Полуфинал за 5—8 места
17 июня
Венесуэла — Аргентина 3:1 (25:11, 26:24, 16:25, 27:25)
Мексика — Доминиканская Республика 3:0 (25:21, 25:22, 25:23)

### Матч за 9-е место
17 июня
Багамские Острова — Панама 3:1 (21:25, 25:16, 25:22, 25:18)

### Матч за 7-е место
18 июня
Аргентина — Доминиканская Республика 3:1 (25:21, 25:21, 22:25, 25:15)

### Матч за 5-е место
18 июня
Мексика — Венесуэла 3:0 (технический результат из-за отказа Венесуэлы)

### Матч за 3-е место
18 июня
Канада — Пуэрто-Рико 3:0 (25:14, 25:20, 25:21)

### Финал
18 июня
Бразилия — США 3:1 (25:23, 21:25, 25:17, 28:26)

## Итоги

### Положение команд
| Бразилия                    |
| США                         |
| Канада                      |
| 4. Пуэрто-Рико              |
| 5. Мексика                  |
| 6. Венесуэла                |
| 7. Аргентина                |
| 8. Доминиканская Республика |
| 9. Багамские Острова        |
| 10. Панама                  |

По итогам розыгрыша Канада получила возможность стартовать в квалификации Мировой лиги-2012. Бразилия и США уже имели путёвки в этот турнир.

### Призёры
Бразилия: Рафаэл Оливейра, Рафаэл Маргаридо, Лукас Провензано, Тьяго Сенс, Пауло Силва, Тьяго Желински, Джованни Шагас, Пауло Феррейра, Винисиус Сикейра, Дуглас Кордейро, Александр Марчевски, Андерсон Родригес. Главный тренер — Флавио Мариньо.
  США: Джеффри Мензель, Гарретт Муагутутиа, Трой Мёрфи, Джонатан Уиндер, Эндрю Хейн, Райан Михэн, Кавика Сёдзи, Дэвид Смит, Роберт Тарр, Уильям Прайс, Джейсон Джаблонски, Дастин Уоттен. Главный тренер — Гордон Майфорт.
  Канада: Никлас Канди, Дэниэл Льюис, Брок Давидюк, Джастин Дафф, Джоэл Шмуленд, Стив Бринкман, Джэвин Шмитт, Оливье Фоше, Адам Камински, Фред Уинтерс, Стив Готч, Джон Гордон Перрин. Главный тренер — Гленн Хоуг.

### Индивидуальные призы
MVP:  Пауло Силва
Лучший нападающий:  Джэвин Шмитт
Лучший блокирующий:  Байрон Фергюсон
Лучший на подаче:  Педро Луис Гарсия
Лучший на приёме:  Тьяго Сенс
Лучший в защите:  Лукас Провензано
Лучший связующий:  Рафаэл Маргаридо
Лучший либеро:  Хосе Мулеро
Самый результативный:  Джэвин Шмитт